# つるぎ町立柴内小学校
つるぎ町立柴内小学校（つるぎちょうりつ しばうちしょうがっこう）は、徳島県美馬郡つるぎ町貞光字柴内にあった公立小学校。
児童数の減少などの理由で1986年3月31日をもって休校し、同年4月1日に貞光町立太田小学校（現:つるぎ町立太田小学校）に統合された。
現在、校舎址はにし阿波お勧めビューポイント100選に選定されている。

## 概要
- 貞光川と穴吹川に挟まれて剣山から吉野川流域へと南北に連なる山塊の北端に柴内山（約700m）がある。その中腹にある緑屋根の木造平屋が柴内小学校の旧校舎である[1]。
- 校区は50ha程の斜面に40戸余りが暮らす柴内地区だけである[1]。
- 校庭は狭い[1]。

## 基礎データ
全校生徒数
- 2人（1985年度）[1]

全卒業生数　
- ？人

## 沿革
- 1892年（明治25年） - 創立。
- 1947年（昭和22年）4月1日 - 学制改革により、貞光町柴内小学校と改称。
- 1986年（昭和61年）4月1日 - 休校。[1]
- 2005年（平成17年）3月1日 - 町村合併により、つるぎ町立柴内小学校と改称。

## 交通

### 最寄駅
- JR徳島線貞光駅

## 進学先学校
- つるぎ町立貞光中学校

## 統合先学校
- つるぎ町立太田小学校